# De gestrande pennenzak
De gestrande pennenzak is het 270e stripverhaal van Jommeke. De reeks wordt getekend door Studio Jef Nys. Het album verscheen op 4 juni 2014.

## Verhaal
Gilles Bates, de baas van een computerbedrijf, heeft een soort bril met ingebouwde computer in ontwikkeling. Helaas, er moeten nog enkele details aangepast worden die te wijten zijn aan onzuiverheden in de gebruikte grondstof, namelijk wit zand. Via een medewerker en wat internetzoekwerk wordt duidelijk dat in Mol bij het Zilvermeer de perfecte zandsoort te vinden is.
Intussen zijn Jommeke en zijn vriendjes op weg naar huis met hun schoolrapport. Filiberke heeft wel extra werk voor de vakantie meegekregen en is daar helemaal niet blij mee. Bij thuiskomst wacht Jommeke een verrassing. Zijn vader weet hem te vertellen dat ze meteen op vakantie vertrekken naar het recreatiedomein 'Het Zilvermeer' te Mol. De ouders van Filiberke worden overtuigd om hun zoontje ook te laten meegaan, zij het onder strenge voorwaarden om zijn extra taken elke dag af te werken. Filiberke vergeet echter zijn pennenzak en taakbladen. Prospeer fietst hem achterna. Op het domein is het meteen een ontspannen bedoening. Maar dan arriveert Gilles Bates. Hij wil meteen het hele domein kopen. De directeur van het domein wijst hem echter de deur, maar de computerbril blijft op het bureau van de directeur achter. De computerbril wordt naar de receptie gebracht. Prospeer is intussen ook aangekomen en laat de pennenzak en taakbladen ook achter bij de receptie. Via een medewerker wordt Filiberke in het bezit gesteld van zijn pennenzak en taakbladen. Op dat moment weet hij nog niet dat hij de computerbril in zijn pennenzak in handen heeft. De brilhouder en zijn pennenzak zien er immers hetzelfde uit. Ook Gilles Bates is op zijn stappen teruggekeerd en graait de pennenzak van de balie bij de receptie weg. Zowel bij Filiberke als bij Gilles Bates is de verbazing groot wanneer ze de pennenzak openmaken. Filiberke heeft nu het middel om al zijn taken snel en perfect op te lossen. Gilles Bates is woedend en schakelt twee, niet al te snuggere, ongure figuren in om de computerbril terug te vinden. De zoektocht begint maar de ene mislukking volgt de andere op. Een dag later is het Zilvermeer plots helemaal leeggelopen en bij de aanwezige attracties loopt alles wat kan misgaan ook gewoon mis. Alle vakantiegangers nemen binnen de kortste keren hun koffers en vertrekken huiswaarts.
Een paar weken later komt Gilles Bates plots weer in het nieuws. Hij staat op het punt om het domein 'Het Zilvermeer' te kopen. Jommeke wil hier toch wel een stokje voor steken. Samen met Flip, Filiberke en professor Gobelijn is hij de volgende dag ook bij het Zilvermeer. Na een woordenwisseling wordt duidelijk dat het allemaal op een meer vriendelijkere  manier kan geregeld worden.
Het Zilvermeer wordt volledig hersteld en er komt nog een popfestival bovenop, pennenzakkenrock.

## Achtergronden bij het verhaal
- Het Provinciaal Domein het Zilvermeer is gelegen in de Belgische gemeente Mol.
- Pennenzakkenrock is een bestaand eendaagspopfestival, gericht op de schooljeugd.
- De naam Gilles Bates, de baas van het computerbedrijf in het verhaal, is gebaseerd op de naam Bill Gates.